# Вагнер, Александр Рудольфович
Алекса́ндр Рудо́льфович Ва́гнер (род. 1 августа 1983, пос. Усть-Бакчар Чаинского района Томской области, СССР) — российский учёный, инженер-физик, ректор Южно-Уральского государственного университета (с 2023 г.), кандидат физико-математических наук.

## Биография
Александр Вагнер в 2000 году поступил в Томский политехнический университет на Физико-технический факультет, который окончил в 2006 году с присвоением квалификации инженер-физик по специальности «Физика атомного ядра и частиц». Представитель сильнейшей в Сибири научно-педагогической школы подготовки специалистов в области атомной науки и техники. В 2016 году окончил «Программу подготовки управленческих кадров для организаций народного хозяйства» в Томском государственном университете. В 2017 году прошёл программу повышения квалификации «Школа ректоров 10: настройка стратегии университета» на базе Московской Школы Управления «СКОЛКОВО».
С 2006 года по 2020 год работал в Томском политехническом университете. Занимал должности инженера, инженера-проектировщика, старшего преподавателя, доцента и с 2014 года — заведующего кафедрой прикладной физики физико-технического факультета. Работал начальником научного отдела Физико-технического института, заместителем директора по развитию Исследовательской школы физики высокоэнергетических процессов. В 2017—2020 годах работал на должности проректора по образовательной деятельности Томского политехнического университета. Основное направление деятельности — широкое применение излучений и ядерно-физических методов в медицине для диагностики и лечения заболеваний. В этот период на возглавляемой кафедре разработана и запущена уникальная магистерская программа «Ядерная медицина» в сетевой форме между университетами двух ведомств: Минобрнауки и Минздрава России.
В 2009 году получил ученую степень кандидата физико-математических наук по специальности «Приборы и методы экспериментальной физики» с диссертацией на тему «Монохроматизация пучков рентгеновского излучения электронных ускорителей».
В 2020 году, после "разгона" команды управленцев ректора Томского политехнического университета Чубика П.С., перешёл работать в Дальневосточный федеральный университет на должность проректора-директора Инженерной школы. Вагнер А. Р. инициировал преобразование Инженерной школы в Политехнический институт.
В 2022 году назначен на пост исполняющего обязанности ректора Южно-Уральского государственного университета.

## Научная деятельность
С 2018 года по 2019 год, после ареста проректора по науке и инновация Томского политехнического университета Байдали С.А., продолжил координировать сотрудничество с крупнейшей в мире лабораторией по физике высоких энергий — «Европейской организацией по ядерным исследованиям» (CERN, Женева, Швейцария).

## Награды
- Лауреат конкурса на соискание премии Томской области в сфере образования, науки, здравоохранения и культуры (14 декабря 2006)[10];
- Благодарственное письмо ректора Томского политехнического университета (2010, 2016, 2018);
- Почетная грамота Администрации Томской области (2015);
- Почетная грамота Государственной корпорации по атомной энергии «Росатом» (2015);
- Медаль «100 лет Вооруженным силам России» (медаль военной кафедры Томского политехнического университета к 100-ю ВС России);
- Благодарственное письмо Министерства труда и социальной защиты РФ.